# Kameleon 2
Kameleon 2 – drugi studyjny album polskiego duetu hip-hopowego Fu oraz Olsena, którego premiera odbyła się 31 stycznia 2014 roku. Wydawnictwo ukazało się nakładem wytwórni Prosto w kooperacji z Olesiejuk. Produkcją utworów zajęli się MilionBeats, Kamilson, Siwers, Sherlock, Dies, Fleczer, LazyRider, OSB i Basen. Wśród gości pojawili się tacy artyści jak: Pono, Paluch, Sobota, Ero czy Kajman.
W celu promocji płyty wydano kilka teledysków: "Polski Meksyk" gościnnie Spalto; "Rap fanatyk"; "Stare autorytety", gościnnie Pono i Chvaściu; "Dwulicowa kurwo"  gościnnie Paluch, Jongmen, Parzel oraz Ero.
Album zadebiutował na 31. miejscu polskiej listy notowań OLiS.

## Lista utworów
Źródło.
1. "Intro" (gości. Adi Kowalski)
2. "Kameleon 2"
3. "Rap fanatyk"
4. "Pamiętnik weterana"
5. "Stare autorytety" (gości. Pono, Chvaściu)
6. "Żyj po swojemu"
7. "Dwulicowa kurwo" (gości. Paluch, Jongmen, Parzel, Ero)
8. "Samotny jak Ronin" (gości. Kajman)
9. "Pan życia"
10. "Porzuć troski"
11. "Zanim"
12. "Utracony raj skit"
13. "Polski Meksyk" (gości. Spalto)
14. "Kontroluj"
15. "Jestem odporny" (gości. Sobota, Madinnes Le Polak)
16. "Na co to komu?" (gości. Spalto)
17. "Hardkorba" (gości. Andrzej Popławski)
18. "Czyny warte więcej niż słowa"
19. "Musiałem"